# 제3연륙교
제3연륙교는 영종도와 청라국제도시를 잇는 다리이다. 민자사업자 수익성 감소 문제로 불가피하게 유료로 하되, 영종도 주민과 청라국제도시 주민은 무료로 통행할 예정이다.

## 같이 보기
- 인천국제공항고속도로
- 영종대교
- 인천대교
- 경인고속도로
- 봉오대로